# Hannelly Quintero
Hannelly Quintero, tên đầy đủ là Hannelly Zulami Quintero Ledezma , (sinh ngày 22 tháng 11 năm 1985) là một người mẫu và hoa hậu của Venezuela. Cô đại diện cho Venezuela tham dự cuộc thi Hoa hậu Thế giới 2008 diễn ra tại Nam Phi.
Tại cuộc thi Hoa hậu Venezuela 2007, cô giành vị trí thứ nhì với danh hiệu Hoa hậu Thế giới Venezuela, xếp sau Dayana Mendoza, người đã trở thành Hoa hậu Hoàn vũ 2008. Khi đăng quang, một khán giả quá khích đã nhảy lên sân khấu cướp vương miện của cô.
Tại cuộc thi Hoa hậu Thế giới 2008 diễn ra tại Nam Phi, cô đã lọt vào Top 15 thí sinh đẹp nhất.
Sau đó, cô tiếp tục đại diện Venezuela tại Hoa hậu Liên lục địa 2009 và xuất sắc đoạt ngôi vị cao nhất.